# Willibald Nagel
Willibald Nagel (Tubinga, 19 giugno 1870 – Rostock, 13 novembre 1911) è stato un fisiologo tedesco, meglio conosciuto per il suo lavoro nel campo della fisiologia sensoriale.

## Biografia
Nagel ha conseguito il dottorato in scienze (1892) e in medicina (1893), ottenendo la sua abilitazione due anni più tardi presso l'Università di Friburgo come assistente del fisiologo Johannes von Kries. Nel 1902 è diventato professore di Berlino, dove è stato nominato capo del dipartimento di fisiologia sensoriale presso l'Istituto di fisiologia. Nel 1908 è stato nominato professore di fisiologia presso l'Università di Rostock.
I suoi principali settori d'attività sono coinvolti nell'ottica fisiologica, la fisiologia che riguarda il senso dell'olfatto e del gusto, lo studio della posizione e il movimento degli organi e la fisiologia degli organi vocali. Egli è ricordato soprattutto per lo sviluppo degli strumenti oftalmici e dell'AIDS – ha costruito un adattometro per misurare l'adattamento al buio degli occhi, un anomaloscopio per lo studio del daltonismo, e ha introdotto il cosiddetto Nagelschen Farbtäfelchen, per la sperimentazione della percezione dei colori.
Con Hermann Ebbinghaus, è stato co-editore della rivista Zeitschrift für Psychologie und Physiologie der sinnesorgane.
È stato l'autore del popolare manuale Handbuch der Physiologie des Menschen (Manuale di Fisiologia Umana), pubblicato in cinque volumi dal 1904 al 1910.

## Pubblicazioni principali
- Die niederen Sinne der Insekten, 1892.
- Tafeln zur Diagnose der Farbenblindheit, 1898.
- Die Lage-, Bewegungs- und Widerstandsempfindungen, 1904.
- Allgemeine Einleitung zur Physiologie der Sinne, 1904.
- Methoden zur erforschung des licht- und farbensinns , 1908.